# Родопи (списание)
Родопи e българско месечно печатно обществено-политическо, научно-популярно и литературно списание на Националния съвет на Отечествения фронт. В него се публикуват художествени и изследователски статии, свързани с етнографията, фолклора, бита и говора в Родопите. Разглеждат се нравите и обичаите на населението, с акцент върху на историческата съдба на българите мюсюлмани.

## 1966 – 1994 г.
То се издава от 1966 до 1994 г., с главен редактор Николай Хайтов и заместник главен редактор Владимир Арденски (до 1980). В редакционната колегия участват също акад. Кирил Василев, Филип Ишпеков, Анастас Примовски, акад. Крум Георгиев, Николай Мизов, Станьо Сираков и др. Други членове на редакционната колегия през различни периоди от историята на списанието са: Ангел Вълчев, Михаил Карапаунов, Станислав Севриев, Стайко Кабасанов, Елена Бедрова, Бистра Цветкова, Делчо Тодоров и др. Последната редколегия от 1991 – 1994 г. е в състав Стайко Кабасанов, Михаил Карапаунов, Страшимир Димитров, Стоян Райчевски и Русин Гинев.
От 1977 до 1987 г. редакцията на списанието има договор с окръжните народни съвети в Смолян, Пазарджик, Хасково, Благоевград и Кърджали за организирането на експедиции из селища в Родопите и събиране на спомени от възрастни жители за история на селата им и за техния живот.
Архивът на списанието се съхранява в Държавния архив на страната, като включва спомени, статии, интервюта, исторически извори от района на Родопите, краеведски материали, снимки, писма на читатели, рецензии, автобиографии, османотурски документи (преводи), печатни, изобразителни материали и други.

## След 2002 г.
Като инициатива на ВСУ „Черноризец Храбър“ – филиал Смолян, и Областната управа, с разрешението на Николай Хайтов, през 2002 г. се решава списанието да започне да излиза отново под същото име.
През годините главни редактори на списанието са били – проф. д. ик. н. Димитър Филипов, проф. д-р на ик. н. Йосиф Илиев, проф. д-р Тилчо Иванов, доц. д-р Станислав Коев, доц. д-р Христо Гиневски, дългогодишен председател на Народно читалище „Кирил Маджаров – 1866“, и доц. д-р Анелия Пържанова. В редакционната колегия взимат участие Таня Марева, директор на Регионален исторически музей „Стою Шишков“ – Смолян, д-р Тодор Згуров, доц. д-р Георги Митринов, доц. Никола Примовски, проф. Венелин Кафеджиев, проф. Никола Лютов, проф. Желязко Стоянов, Валери Станков, Андрей Печилков, доц. Елена Николова, Иван Бунков, Петър Хаджинаков, Никола Гигов, Петър Харадинов и др.